# Besançon Basket Comté Doubs
Besançon Basket Comté Doubsy, conocido popularmente por la abreviatura Besançon BCD fue un club de baloncesto francés, con sede en la ciudad de Besanzón, fundado en 1990 que llegó a competir en la Liga Francesa. Desapareció el 19 de junio de 2009, al entrar en administración judicial debido a la dimisión del presidente del club, Jacques Thibault, tras haberse llevado gran parte de los fondos del equipo. La Federación Francesa de Baloncesto prohibió al club jugar en la máxima categoría, y desapareció completamente el 1 de septiembre del mismo año.

## Historia
Los orígenes del baloncesto en la ciudad de Besanzón datan de 1922, con la creación del equipo denominado Vesontio Fémina. El club permanece en activo hasta 1989, cuando dificultades económicas le hacen desaparecer. Al año siguiente se crea la sociedad Besançon Basket Comté, comenzando a jugar en la tercera categoría del baloncesto francés. En 1995 logra su primer ascenso a la Pro A, y desde entonces se ha convertido en un equipo ascensor, alternando temporadas en primera y segunda categoría. En 1999 llega por primera vez a jugar una competición internacional, la Copa Korać.

## Palmarés
- Campeón de Francia de la Nationale 2 (1993)
- Copa de Francia Nationale 2 (1993)
- Campeón de la Pro B (1995 y 2008)

## Plantilla 2008/2009
- Entrenador: Alain Thinet
- Asistente: Gérald Simon

| N° | Nombre           | Estatura | Posición  | Fecha nac. | Nac.                      |
| 4  | Eric Schmieder   | 1m90     | Alero     | 29/11/1979 | Bandera de Estados Unidos |
| 5  | Ahmed Fellah     | 1m80     | Base      | 09/08/1981 | Bandera de Francia        |
| 6  | Justin Hawkins   | 2m01     | Alero     | 18/05/1985 | Bandera de Estados Unidos |
| 7  | Simon Darnauzan  | 1m78     | Base      | 04/07/1980 | Bandera de Francia        |
| 9  | Yamar Diene      | 2m07     | Pívot     | 01/02/1981 | Bandera de Senegal        |
| 10 | Raphaël Desroses | 1m99     | Alero     | 18/10/1980 | Bandera de Francia        |
| 11 | Antwan Hoard     | 1m99     | Escolta   | 30/11/1972 | Bandera de Francia        |
| 14 | John Ford        | 2m05     | Pívot     | 21/07/1978 | Bandera de Estados Unidos |
| 15 | Justin Doellman  | 2m06     | Ala-Pívot | 03/02/1985 | Bandera de Estados Unidos |
| 16 | Thomas Dubiez    | 1m95     | Alero     | 05/05/1980 | Bandera de Francia        |
| 17 | Julius Hodge     | 2m01     | Alero     | 18/11/1983 | Bandera de Estados Unidos |

## Jugadores históricos
- Bruce Bowen
- Tony Farmer
- Preston Shumpert
- Tariq Kirksay
- Tanoka Beard
- Ronnie Smith
- Spencer Dunkley
- Eric Micoud